# Saint-Julien-près-Bort
Saint-Julien-près-Bort (Sent Julian prep Baurt auf Okzitanisch) ist eine Ortschaft und eine Commune déléguée in der französischen Gemeinde Sarroux-Saint Julien mit 401 Einwohnern (Stand: 1. Januar 2019) im Département Corrèze in der Region Nouvelle-Aquitaine.
Die Gemeinde Saint-Julien-près-Bort schloss sich am 1. Januar 2017 mit Sarroux zur Commune nouvelle Sarroux-Saint Julien zusammen. Die Gemeinde war Mitglied des Gemeindeverbandes Plateau Bortois.

## Geografie
Saint-Julien-près-Bort liegt im Zentralmassiv am rechten Ufer der Dordogne in der Nähe der Diège-Mündung und ca. sieben Kilometer westlich der Talsperre von Bort-les-Orgues und somit auch dementsprechend von der Grenze zum Département Cantal entfernt.
Tulle, die Präfektur des Départements, liegt ungefähr 75 Kilometer südwestlich, Ussel etwa 20 Kilometer nordwestlich und Bort-les-Orgues rund 10 Kilometer leicht südöstlich.
Nachbargemeinden der Gemeinde Saint-Julien-près-Bort waren Thalamy im Norden, Monestier-Port-Dieu im Nordosten, Sarroux im Südosten, Champagnac im Süden, Bort-les-Orgues im Südosten, Saint-Pierre im Südwesten, Roche-le-Peyroux und Margerides im Westen sowie Saint-Bonnet-près-Bort im Nordwesten.

### Verkehr
Der Ort liegt ungefähr 20 Kilometer südöstlich der Abfahrt 23 der Autoroute A89.

## Wappen
Beschreibung: In Blau ein silberner Adler über zwei silberne, zu einem sechseckigen Stern verflochtene Dreiecke.

## Einwohnerentwicklung
| Jahr      | 1962 | 1968 | 1975 | 1982 | 1990 | 1999 | 2007 | 2016 |
| Einwohner | 543  | 459  | 367  | 350  | 373  | 369  | 417  | 403  |

## Sehenswürdigkeiten
- Die Diège-Talsperre Barrage des Chaumettes[1] liegt etwa acht Kilometer nordwestlich.

## Persönlichkeiten
- Claude Gatignol (* 1938), französischer Politiker und Parlamentsabgeordneter